# Jack Foley
Jack Donovan Foley (ur. 12 kwietnia 1891 w Yorkville, zm. 9 listopada 1967 w Los Angeles) – amerykański filmowiec, rozwinął wiele technik nagrywania efektów dźwiękowych używanych w produkcji filmów. 

## Życiorys
Zdobył uznanie wynalezieniem procesu dodawania efektów dźwiękowych, takich jak kroki czy odgłosy środowiska, do filmów. Praca ta została nazwana jego nazwiskiem. W związku z tym, osoby zatrudnione w tym zawodzie nazywane są „Artystami Foley”. Jego kluczowa rola w tworzeniu Foleyu została udokumentowana w 2009 roku w książce The Foley Grail.
Zamiast używania oryginalnego dźwięku, Foley wprowadził tworzenie dźwięków w czasie rzeczywistym, synchronizując je do indywidualnych produkcji aby uczynić filmy bardziej realnymi.
W roku 1914 Foley wraz ze swoją żoną Beatrice przeniósł się z Long Island do Santa Monica w Kalifornii, a następnie do Bishop. Dostał tam pracę w lokalnym sklepie z narzędziami. Kiedy lokalni farmerzy sprzedali swoje ziemie dla Los Angeles dla praw do wody, nowe miasteczko Foleya potrzebowało nowego źródła dochodu. Foley wiedział o nowo utworzonym biznesie filmowym w Los Angeles i udało mu się przekonać kilku szefów studia, że miasto Bishop byłoby idealne jako miejsce do nagrywania westernów.
Pracował nad filmami takimi jak Melody of Love (1928), Statek komediantów (1929), Dat Ol' Ribber, Spartakus (1960), and Operation Petticoat.
Foley otrzymał wiele nagród, wliczając w to Golden Reel Award od Motion Picture Sound Editors.